# Jean-Louis Guereña
Jean-Louis Guereña es un historiador e hispanista francés.

## Biografía
Su apellido es vasco. Es hijo de un maestro nacional republicano, exiliado en Francia en 1939. Catedrático de la Universidad François-Rabelais de Tours, es autor de obras como La prostitución en la España contemporánea  (Marcial Pons, 2003), Sociabilidad, cultura y educación en Asturias bajo la Restauración (1875-1900) (Real Instituto de Estudios Asturianos, 2005), El alfabeto de las buenas maneras: los manuales de urbanidad en la España contemporánea (Fundación Sánchez Ruipérez, 2005), Infierno español. Un ensayo de bibliografía de publicaciones eróticas españolas clandestinas (1812-1939) (Libris, 2011) o Les Espagnols et le sexe, xixe-xxe siècle (Presses universitaires de Rennes,  2013), o Detrás de la cortina. El sexo en España (1790-1950) (Cátedra, 2018), entre otras. 
También ha editado o coordinado obras como Historia de la educación en la España contemporánea. Diez años de investigación (Centro de Publicaciones del Ministerio de Educación y Ciencia, 2004) y Nuevas Miradas Historiográficas sobre la Educación en la España de los siglo XIX y XX (Ministerio de Educación Cultura y Deporte, 2010) —ambas junto a Julio Ruiz Berrio y Alejandro Tiana Ferrer—, o Los nacionalismos en la España contemporánea. Ideologías, movimientos y símbolos (Centro de Ediciones de la Diputación de Málaga, 2006) —junto a Manuel Morales Muñoz— y La sexualidad en la España contemporánea (1808-1950) (Universidad de Cádiz, 2011), entre otras.